# Нарышкина, Зинаида Михайловна
Зинаи́да Миха́йловна Нары́шкина (17 октября 1911, Российская империя — 5 сентября 1993, Москва) — советская и российская актриса театра и кино.

## Биография
Родилась 17 октября 1911 года в Российской империи.
С самого детства мечтала о театре. Окончив школу, поступила в Московский театр «ГИТИС», где за её обучение взялся актёр и режиссёр Илья Яковлевич Судаков. После окончания обучения устроилась в Театр рабочей молодёжи (ныне Ленком), где быстро стала ведущей актрисой труппы.
После ареста мужа Николая Николаевича Рытькова Зинаиду Михайловну выслали в Ташкент, где она поступила на службу в Ташкентский театр Красной Армии Среднеазиатского военного округа. Была занята во всех его спектаклях.
В 1946 году Нарышкина вернулась в Москву и стала актрисой Мосэстрады, занималась чтением со сцены рассказов и стихов. Иногда снималась в эпизодических ролях в кино.
В 1970-х годах актриса стала плодотворно сотрудничать с киностудией «Союзмультфильм», где её голосом говорили многие мультипликационные персонажи. Среди наиболее известных: Ворона в мультфильме «Дед Мороз и лето», галчонок Хватайка в «Трое из Простоквашино», «Каникулы в Простоквашино» и «Зима в Простоквашино» и Сова в «Винни-Пух и день забот». Также Нарышкина внештатно работала на радио, где принимала участие в радиоспектаклях по сценариям Майлена Ароновича Константиновского «КОАПП. Репортаж о событиях невероятных».
В 1990-е годы отказывалась сниматься в кино, испытывая проблемы со здоровьем. Последние годы прожила в обществе четырёх собак и шести кошек под патронажем соседей.
Умерла в ночь с 4 на 5 сентября 1993 года в Москве в возрасте 81 года. Родственников у актрисы не было вообще. Поскольку она не числилась в штате какого-либо учреждения или организации, радиокомитет и СТД отказались её хоронить. Месяц тело пролежало невостребованным в морге 33-й больницы, после чего его кремировали за счёт государства. Что стало с прахом Нарышкиной, неизвестно.

## Личная жизнь
Муж актрисы — актёр Николай Николаевич Рытьков (1913—1973), считавшийся одним из ведущих эсперантистов в СССР. В 1938 году решением ОСО при НКВД СССР от 2 июля 1938 года «за контрреволюционную деятельность» («участие в фашистской шпионской организации эсперантистов и клеветнические измышления о положении в СССР») он был осуждён на 8 лет исправительно-трудовых лагерей. После освобождения недолго играл в Театре имени Ленинского комсомола. В середине 1960-х годов, отправившись в командировку в Вену на Международную конференцию по эсперанто в качестве главы советской делегации, он отказался возвращаться в СССР, став «невозвращенцем». Вскоре он переехал в Великобританию, где работал диктором на «Би-би-си» вплоть до своей смерти.

## Творчество

### Фильмография
- 1956 — Безумный день — старшая машинистка (нет в титрах)
- 1956 — Песня табунщика — секретарь приёмной комиссии
- 1959 — Снежная сказка — Бумажная душа
- 1961 — Морская чайка — бабушка
- 1962 — Я купил папу — кассирша в универмаге
- 1965 — Путешественник с багажом — контролёр в автобусе
- 1970 — Приключения жёлтого чемоданчика — кассирша в цирке
- 1970 — Карусель. Новелла «Поленька» — покупательница (нет в титрах)
- 1970 — Безобидный человек (короткометражный фильм) — «дама с собачкой» (нет в титрах)
- 1975 — Это мы не проходили — кассирша в гастрономе (нет в титрах)
- 1977 — Марка страны Гонделупы — работница почты
- 1978 — Месяц длинных дней — Клавдия Семёновна, кастелянша
- 1983 — Карантин — «Шапокляк» на лекции писателя
- 1984 — Лев Толстой — эпизод
- 1988 — Гулящие люди — старуха-приживалка
- 1988 — Фантазёр
- 1991 — Шальная баба — незнакомка-соседка
- 1993 — Альфонс — старуха у подъезда

### Киножурнал «Фитиль»
- 1993 — Выпуск № 368 (новелла «Экспресс-интим») — бабка (нет в титрах)

### Озвучивание кино
- 1975 — Приключения Буратино — крыса Шушара / летучая мышь
- 1977 — Волшебный голос Джельсомино — котята
- 1982 — Чародеи — Скатерть-самобранка

### Озвучивание мультфильмов
- 1969 — Дед Мороз и лето — ворона / болтливая горожанка
- 1969 — Кот в сапогах (Япония) — мышь
- 1969 — Пластилиновый ёжик — ворона (нет в титрах)
- 1970 — Маленькие недоразумения — ворона / мама Котика-Мотика
- 1970 — Самый главный — Ведьма
- 1970 — Бобры идут по следу — змея
- 1970 — Дядя Миша — лиса
- 1971 — Соломенный бычок — старуха
- 1971 — Домик на колёсах — ёж / лиса
- 1971 — Незнайка. Коротышки из Цветочного города — Торопыжка
- 1972 — Незнайка. Незнайка — художник — Торопыжка
- 1972 — Незнайка. Незнайка за рулём — Торопыжка
- 1972 — Незнайка. Как Знайка придумал воздушный шар — Торопыжка
- 1972 — Незнайка. Воздушное путешествие — Торопыжка
- 1972 — Незнайка. Незнайка в Зелёном городе — Галочка
- 1972 — Незнайка. Незнайка встречается с друзьями — Торопыжка
- 1972 — Винни-Пух и день забот — Сова[5]
- 1973 — Автомобиль с хвостиком — муравьишка
- 1973 — Бурёнка из Маслёнкино — Лиса[6]
- 1973 — Персей — младшая Грая
- 1973—1974 — Волшебник Изумрудного города — жевун (1, 7 серии) / зайчик (2 серия) / ворона Кагги-Карр (6-8 серии) / житель Фиолетовой страны (8 серия, в титрах И. Нарышкина)
- 1974 — Утренняя музыка — муравьишка
- 1974 — Алёнушка и солдат — старуха
- 1975 — Наша няня — бабушка (нет в титрах)
- 1975 — Фантик (Первобытная история) — мартышка
- 1976 — Тимка и Димка — корова
- 1976 — Птичка Тари — обезьяна
- 1976 — Незнайка в Солнечном городе. Встреча с Волшебником — Торопыжка
- 1977 — Жихарка — лиса
- 1977 — Пятачок — лисёнок / росомаха / утка
- 1977 — Марусина карусель — лошадка Маруся
- 1978 — Когда растаял снег — читает текст от автора
- 1978 — Кто ж такие птички? — мышь-полёвка
- 1978 — Дюймовочка (Япония) — мышь
- 1978 — Маша больше не лентяйка — Маша / бабушка
- 1978 — Чудеса среди бела дня — актриса Прасковья Дмитриевна, исполнительница роли бабушки в спектакле «Красная Шапочка»
- 1978 — Муми-тролль и другие — фрекен Снорк
- 1978 — Сказка о потерянном времени — Мария Ивановна
- 1978 — Трое из Простоквашино — галчонок Хватайка
- 1979 — Почему ослик заупрямился? — старушка (нет в титрах)
- 1979 — Собачья радость (Фитиль № 202) — старушка
- 1979 — Недодел и Передел — читает текст от автора
- 1979 — Олимпийский характер — ворона / белочка / зайчик / медвежонок Миша
- 1980 — Хитрая ворона — хозяйка
- 1980 — Всё дело в шляпе — кукушка
- 1980 — Каникулы в Простоквашино — галчонок Хватайка / голос диспетчера на вокзале
- 1981 — Сказка про Комара Комаровича — жаба
- 1981 — Зимовье зверей — свинья
- 1981 — Кот Котофеевич — старуха
- 1981 — Так сойдёт — Сорока
- 1981 — Халиф-Аист — колдунья / рыбка
- 1981 — Лень — Лень
- 1981 — Лето в Муми-доле — кукушка
- 1981 — В тусклом царстве, в сером государстве — Фиолетовый карандаш / Тьма-тьмущая
- 1981 — Мама для мамонтёнка — обезьяна
- 1981 — Белая бабочка — тётушка Сова
- 1982 — Верное средство — куропатка / бобр
- 1982 — Росомаха и лисица — Росомаха-жена
- 1982 — Лиса Патрикеевна — курица
- 1982 — Тайна жёлтого куста — сова-учительница
- 1983 — Пингвинёнок — птица Киви
- 1983 — День везения — Лошадка
- 1983 — Волчище — серый хвостище — старуха
- 1983 — Слонёнок и письмо — сорока
- 1983 — Следствие ведут колобки. Фильм 1. — первая старушка / жалующаяся жительница города
- 1983 — Бюро находок (фильм 3) — сорока
- 1983 — Добрый лес — лисёнок / бельчонок / сорока
- 1983 — Ловись, рыбка! — старуха
- 1984 — Лосёнок — мальчик в ушанке
- 1984 — Возвращение блудного попугая (первый выпуск) — ворона
- 1984 — Зима в Простоквашино — галчонок Хватайка
- 1984 — Бюро находок (Фильм 4) — сорока
- 1984 — По дороге с облаками — Обезьянка
- 1984 — Подарок для слона — Обезьянка / Черепаха
- 1984 — Понарошку — щенок Рекс
- 1984 — Муфта, Полботинка и Моховая Борода — старушка
- 1985 — Клад
- 1985 — Про зайку Ой и зайку Ай — лиса
- 1985 — Петушишка — петушок
- 1985 — Как кот с мышами воевал — старая мышь
- 1986 — Ценная бандероль — лиса
- 1986 — Филя — филин Филя
- 1987 — Лесные сказки № 2 — лисёнок
- 1987 — Кувшинка — заяц
- 1989 — Музыкальный магазинчик — черепаха
- 1989 — Копилка — девушка Шура
- 1989 — Яблоня — Женщина
- 1990 — Ёжик должен быть колючим? — Ворона
- 1990 — Фильм 4. Свободный тиран — Девушка
- 1990 — Спутник икры — Женщина
- 1991 — На чёрный день — ворона
- 1992 — Обезьяна и черепаха — черепаха
- 1993 — Муравьиный ёжик — ворона